# Death Wish (Star Trek: Voyager)
Death Wish is de 18e aflevering van het 2e seizoen van Star Trek: Voyager, waarin de bemanning te maken krijgt met 2 Q's.

## Verhaal
Voyager passeert een komeet waar een Q in zit die meerdere keren zelfmoord heeft willen plegen. Als "dank" laat de Q de bemanning verdwijnen. Janeway eist dat deze terugkomen, maar in plaats daarvan verdwijnt de Q.
Q vertelt dat de bevrijde Q 300 jaar vastgezeten heeft vanwege herhaalde zelfmoordpogingen. Deze Q eist asiel en hierbij schudt hij de Voyager door het hele universum in een poging de andere Q kwijt te raken. Om hier van af te komen besluit Janeway om een asiel hoorzitting te houden. Janeway moet hier beslissen of de bevrijde Q terug moet in zijn gevangenis of dat hij sterfelijk mag worden en zelfmoord mag plegen.